# Rhegmatorhina berlepschi
El hormiguero arlequín (Rhegmatorhina berlepschi) es una especie de ave paseriforme de la familia Thamnophilidae perteneciente al género Rhegmatorhina. Es endémica del centro este de la cuenca amazónica en Brasil.

## Distribución y hábitat
Tiene un área de distribución natural muy localizada que se restringe al interfluvio de los ríos Madeira y Tapajós, al sur del río Amazonas, Brasil.
Esta especie es considerada poco común en su hábitat natural, el sotobosque de selvas húmedas de terra firme, de baja altitud, por debajo de los 100 m s. n. m.

## Sistemática

### Descripción original
La especie R. berlepschi fue descrita por primera vez por la ornitóloga germano – brasileña Maria Emilie Snethlage en 1907 bajo el nombre científico «Anoplops berlepschi»; su localidad tipo es: «Vila Braga, Pará, Brasil.»

### Etimología
El nombre genérico femenino «Rhegmatorhina» se compone de las palabras del griego «rhēgma, rhēgmatos» que significa ‘fisura’, y «rhinos» que significa ‘fosa nasal’; y el nombre de la especie «berlepschi», conmemora al ornitólogo alemán Hans von Berlepsch (1850-1915).

### Taxonomía
Esta especie hibrida extensamente con Rhegmatorhina hoffmannsi en el alto interfluvio de los ríos Madeira y Tapajós; están siendo realizados estudios de introgresión genética. Es monotípica.